# Encephalartos laurentianus
 (mars 2022).
La mise en forme du texte ne suit pas les recommandations de Wikipédia : il faut le « wikifier ».
Les points d'amélioration suivants sont les cas les plus fréquents. Le détail des points à revoir est peut-être précisé sur la page de discussion.
- Les titres sont pré-formatés par le logiciel. Ils ne sont ni en capitales, ni en gras.
- Le texte ne doit pas être écrit en capitales (les noms de famille non plus), ni en gras, ni en italique, ni en « petit »…
- Le gras n'est utilisé que pour surligner le titre de l'article dans l'introduction, une seule fois.
- L'italique est rarement utilisé : mots en langue étrangère, titres d'œuvres, noms de bateaux, etc.
- Les citations ne sont pas en italique mais en corps de texte normal. Elles sont entourées par des guillemets français : « et ».
- Les listes à puces sont à éviter, des paragraphes rédigés étant largement préférés. Les tableaux sont à réserver à la présentation de données structurées (résultats, etc.).
- Les appels de note de bas de page (petits chiffres en exposant, introduits par l'outil «  Source ») sont à placer entre la fin de phrase et le point final[comme ça].
- Les liens internes (vers d'autres articles de Wikipédia) sont à choisir avec parcimonie. Créez des liens vers des articles approfondissant le sujet. Les termes génériques sans rapport avec le sujet sont à éviter, ainsi que les répétitions de liens vers un même terme.
- Les liens externes sont à placer uniquement dans une section « Liens externes », à la fin de l'article. Ces liens sont à choisir avec parcimonie suivant les règles définies. Si un lien sert de source à l'article, son insertion dans le texte est à faire par les notes de bas de page.
- La présentation des références doit suivre les conventions bibliographiques. Il est recommandé d'utiliser les modèles {{Ouvrage}}, {{Chapitre}}, {{Article}}, {{Lien web}} et/ou {{Bibliographie}}. Le mode d'édition visuel peut mettre en forme automatiquement les références.
- Insérer une infobox (cadre d'informations à droite) n'est pas obligatoire pour parachever la mise en page.

Pour une aide détaillée, merci de consulter Aide:Wikification.
Si vous pensez que ces points ont été résolus, vous pouvez retirer ce bandeau et améliorer la mise en forme d'un autre article.
Espèce
Statut de conservation UICN

 NT  : Quasi menacé
Statut CITES
Encephalartos laurentianus est une espèce de plantes de la famille des Zamiaceae dans l'ordre des Cycadales originaire du nord de l'Angola et du sud du Congo (Zaïre), principalement le long de la rivière Kwango, qui suit la frontière entre l'Angola et le Zaïre.

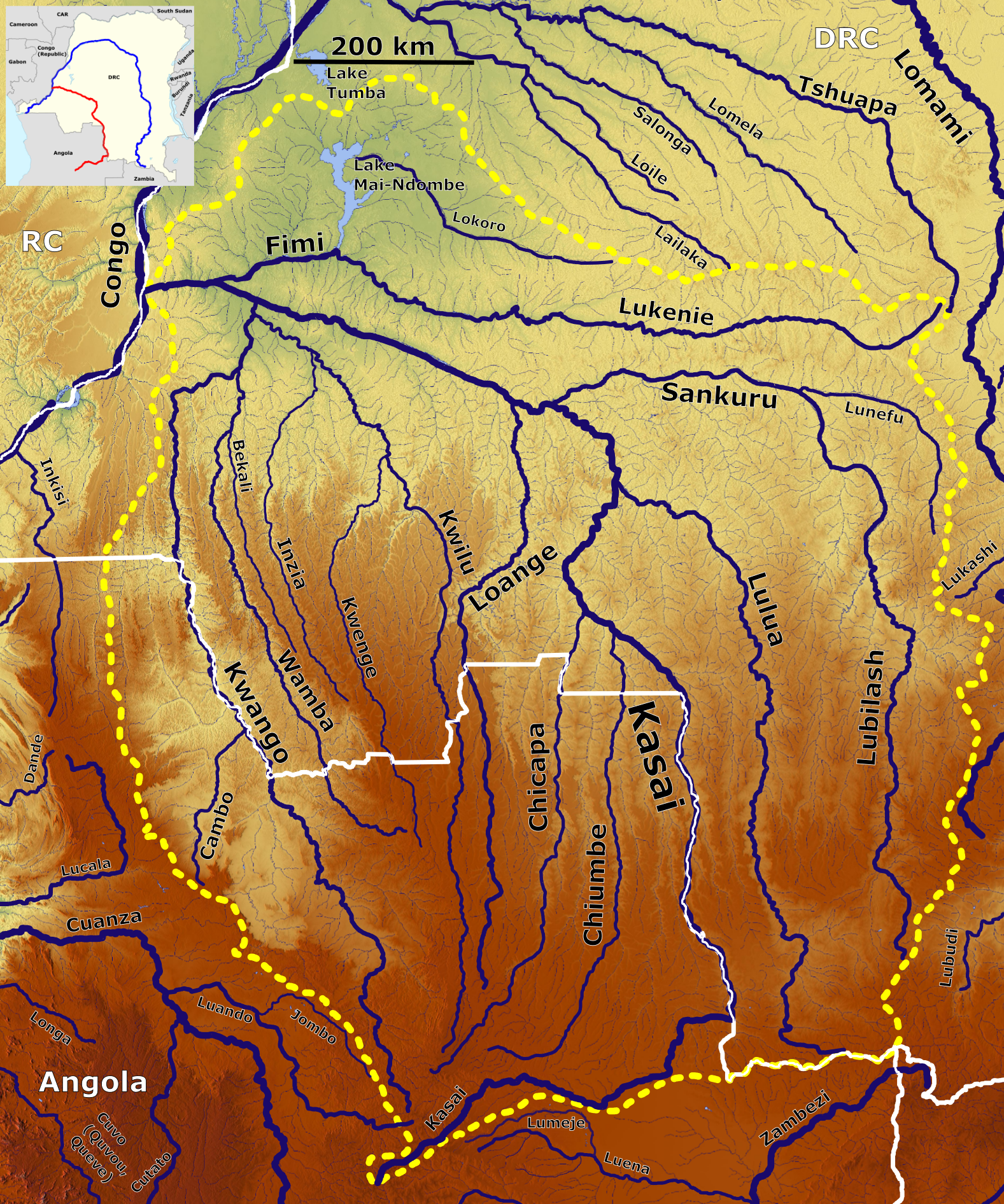
La rivière Kwango (à gauche) dans le bassin versant du Kasaï affluent du fleuve Congo.

## Description
C'est le plus grand de tous les cycas, avec plusieurs stipes à la fois dressées et prostrées, chacune pouvant dépasser 18 m de long, et portant une rosette de frondes massives pennées jusqu'à huit mètres de longueur, et de 120 cm  de largeur, et avec un pétiole  de 7 à 8 cm d'épaisseur à l'endroit où il rejoint le stipe (ou le tronc). Chaque tige peut mesurer jusqu'à 120 cm d'épaisseur,,. On dit également que c'est le cycas à la croissance la plus rapide, produisant jusqu'à cinq "flushs" (rosettes) de feuilles chaque année. L'espèce a été découverte en 1902 par Louis Gentil.

### Galerie

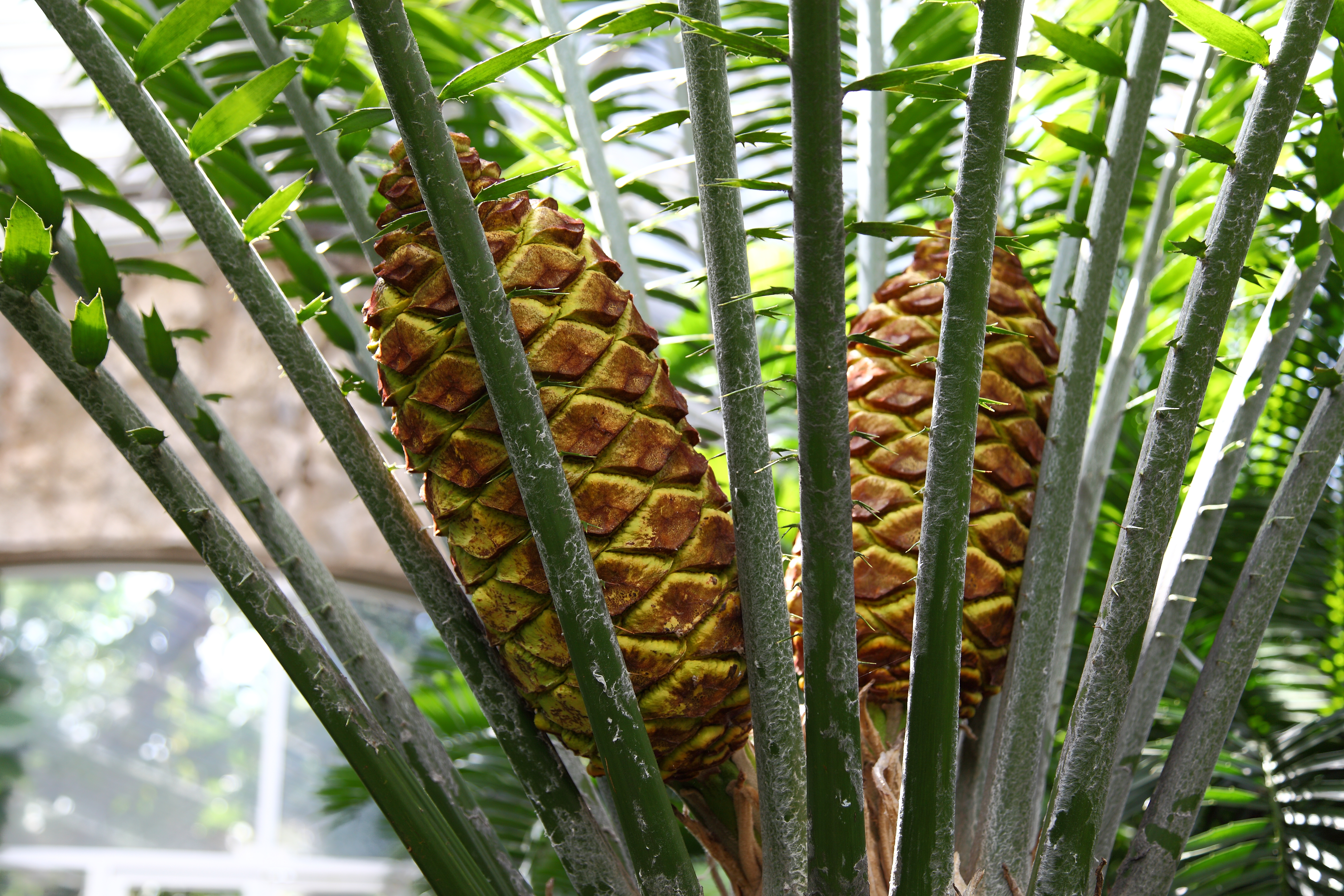
E. laurentianus, au Jardín botanique de Munich.
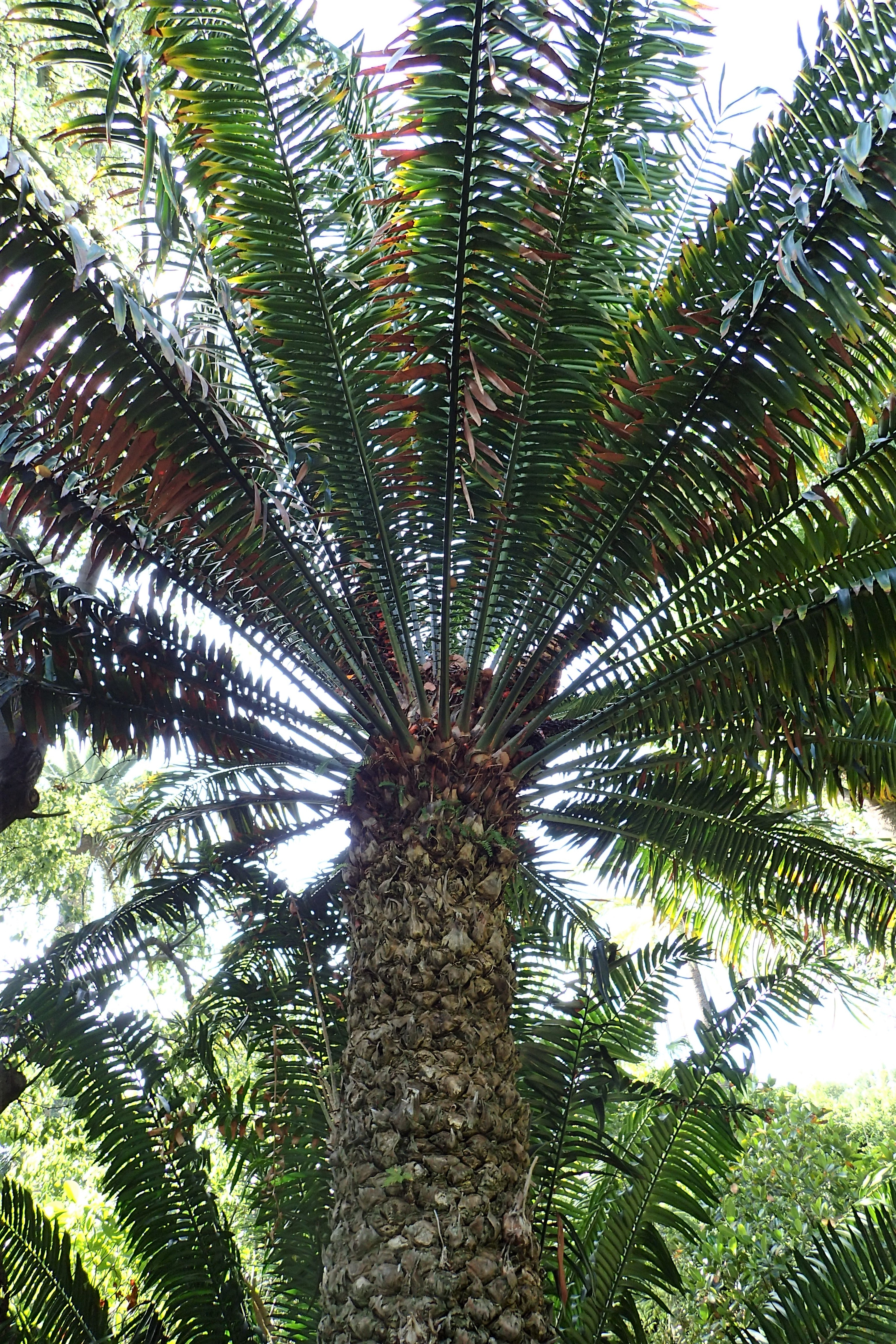
E. laurentianus dans le jardin d'acclimatation de La Orotava.
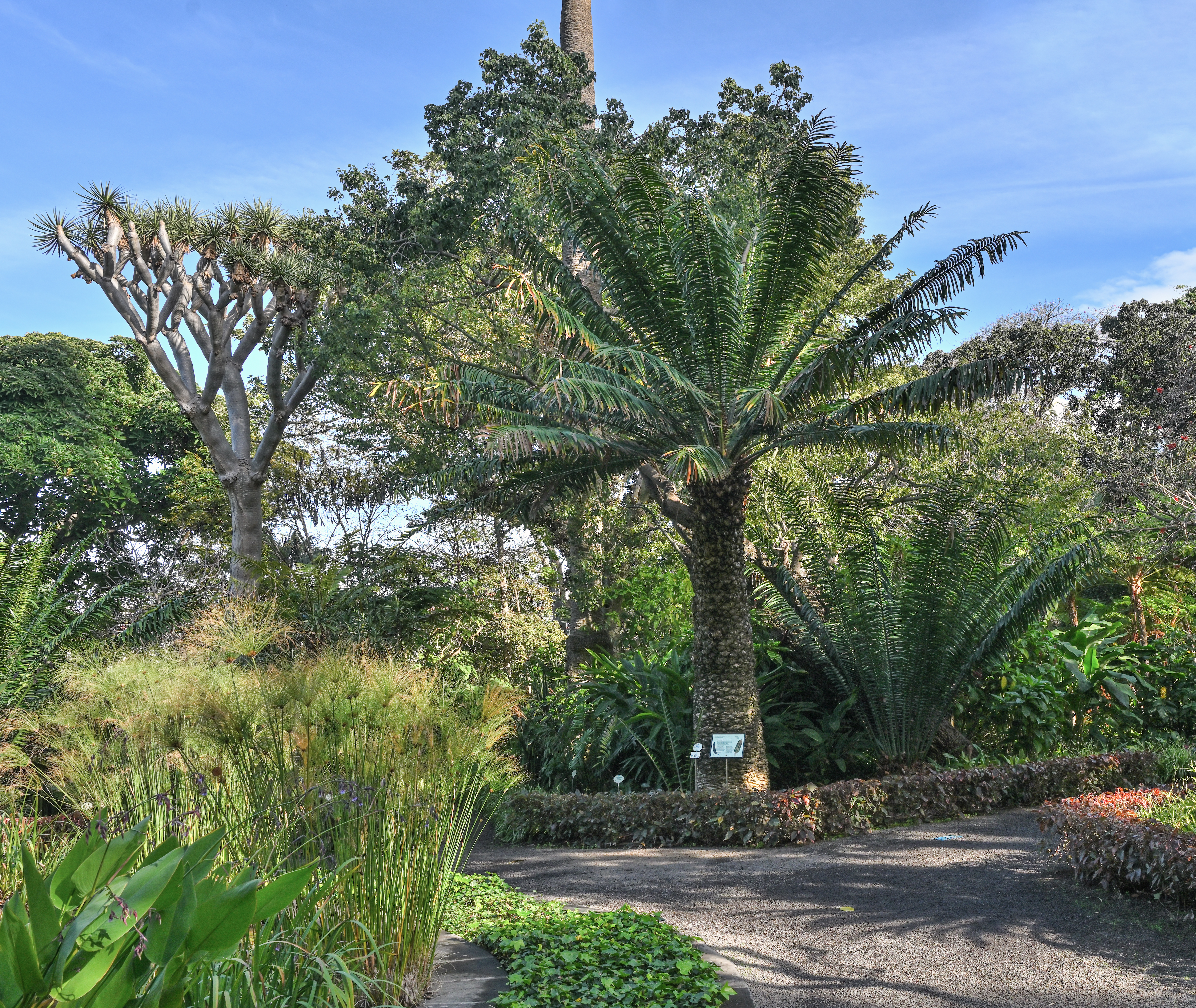
E. laurentianus J.B. de Puerto de la Cruz.
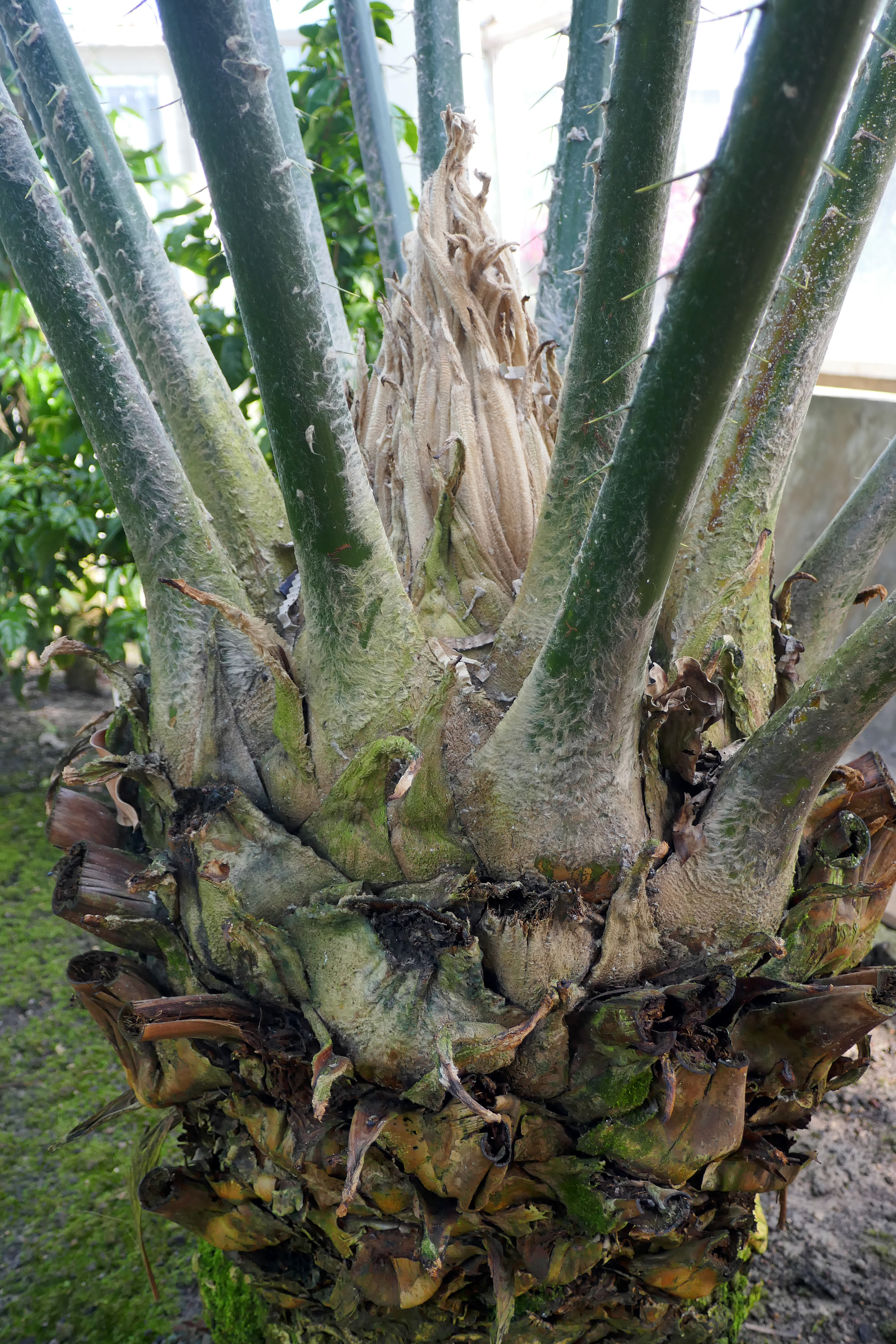
Préparation d'un «Flush» au J.B. de  Meise en Belgique.